# 国府大仏
国府大仏（こくふだいぶつ）は、岐阜県高山市国府町にある『建正山国分尼寺』の本尊として安置されている大仏である。
飛騨国の政庁が高山盆地に置かれる以前には、国府盆地に飛騨の政庁があったという説の裏付けの一つとされている。
「木曽垣内のおおぼとけ」とも呼ばれ、1964年（昭和39年）12月8日に岐阜県重要文化財に指定されている。

## 特徴
木造の阿弥陀如来坐像大仏。像高2.01メートル。大仏としては小さい部類である。
平安時代の作というが、天平時代の特徴が垣間見られる。ただし破損のため修復箇所が多く、原型を留めていない箇所が多い。一説には奈良時代の行基作ともいう。胎内から見つかった墨書により、1866年（慶応2年）に修理が行われていることが判明している。

## 所在地
- 岐阜県高山市国府町木曽垣内588-1